# Charles-Alphonse Gunthert
Charles-Alphonse Gunthert, né le 18 mai 1878 à Vevey, et mort le 7 juillet 1918 à La Chaux-de-Fonds, est un architecte suisse, appartenant au courant Heimatstil. L'une de ses œuvres majeures est l'hôtel de ville de Le Locle, achevé en 1918.

## Source
- Joëlle Neuenschwander Feihl, « Gunthert, Charles-Alphonse » dans le Dictionnaire historique de la Suisse en ligne, version du 25 janvier 2005.